# Gangwon FC
Gangwon Football Club is een Zuid-Koreaans voetbalclub uit Gangwon-do. De club werd opgericht in 2009. De thuiswedstrijden worden in het Chuncheon Songam Stadium gespeeld, dat plaats biedt aan 30.000 toeschouwers. De club deed in 2009 voor het eerst mee in de K-League.